# Station Stare Bojanowo
Station Stare Bojanowo is een spoorwegstation in de Poolse plaats Stare Bojanowo.